# محاوش (الحيمة الخارجية)

تعديل مصدري - تعديل

محاوش هي إحدى قرى عزلة المخلاف بمديرية الحيمة الخارجية التابعة لمحافظة صنعاء، بلغ تعداد سكانها 58 نسمة حسب تعداد اليمن لعام 2004.